# Affittasi vita
Affittasi vita è un film italiano del 2019 diretto da Stefano Usardi.

## Trama
Michele sta cercando di terminare un dipinto dal quale dipende il suo futuro di pittore. La compagna, non contenta di come stanno andando le cose, decide di mandarlo via di casa per dargli una scossa. Abbandonato a sé stesso, Michele riuscirà a trovare un piccolo appartamento in affitto tra vicini molto particolari. Tra di loro c'è Boban, un venditore di bare usate, l'artista Andrea, misterioso personaggio di cui non si capisce l'identità, Salvo, attore in cerca di fama che vive recitando la propria vita, e Rosalia, una signora che sta cercando in tutti i modi di far uscire dall'ospedale psichiatrico la figlia adottiva. Inoltre, a complicare ulteriormente le cose, tornerà, dall'ibernazione di cinque anni, il vero padre di Laura, la ragazza in ospedale. Completamente in balia delle situazioni, Michele è costretto a cambiare carattere e visione del mondo.

## Produzione
Il film è stato realizzato da una casa di produzione indipendente. Le riprese sono state effettuate principalmente nella città di Trieste, compaiono nel film anche le colline del prosecco a Valdobbiadene e Villa degli Azzoni Avogadro a Santa Giustina di Belluno. La colonna sonora è curata dai Sursumcorda. Nella colonna sonora è presente anche un brano della cantante rumena Romica Puceanu.
Il film è stato presentato in concorso al RIFF di Roma.

## Premi
- Miglior film 2020 Festival XI Cinema Patologico Roma
- Miglior Sceneggiatura 2020 Festival XI Cinema Patologico Roma[5]
- Miglior Lungometraggio 2020 Festival del Cinema e della Televisione di Benevento[6]